# モンテフォルティーノ
モンテフォルティーノ（伊: Montefortino）は、イタリア共和国マルケ州フェルモ県にある、人口約1,000人の基礎自治体（コムーネ）。

## 地理

### 位置・広がり
フェルモ県のコムーネ。県都フェルモから南西へ39kmの距離にある。

#### 隣接コムーネ
隣接するコムーネは以下の通り。括弧内のMCはマチェラータ県、APはアスコリ・ピチェーノ県所属を示す。
- アマンドラ
- ボロニョーラ (MC)
- カステルサンタンジェロ・スル・ネーラ (MC)
- コムナンツァ (AP)
- モンテモーナコ (AP)
- サルナーノ (MC)
- ウッシタ (MC)
- ヴィッソ (MC)

### 気候分類・地震分類
モンテフォルティーノにおけるイタリアの気候分類 (it) および度日は、zona E, 2386 GGである。
また、イタリアの地震リスク階級 (it) では、zona 2 (sismicità media) に分類される。

## 歴史
2009年、アスコリ・ピチェーノ県北部が分割されてフェルモ県が設置された際に、フェルモ県所属となった。

## 行政

### 分離集落
モンテフォルティーノには、以下の分離集落（フラツィオーネ）がある。
- Arato, Baldoni, Bussonico, Campodarte, Cerretana, Cerretino, Cese di Montefortino, Colli, Collina, Col Martese, Cremore, Fiumate, Montatteglia, Montazzolino, Piedivalle, Pippiete, Pretattoni, Regattola, Ripavecchia, Rocca, Rovitolo, Rubbiano, Santa Lucia in Consilvano, Serra, Sossasso, Teglia, Tre Ponti, Valle, Vetice